# Timable
Timable 是香港的一個活動資訊網站及手機應用程式，由阮文朗（Sam Yuen）和高立基（Mike Ko）於2010年共同創辦。內容涵蓋香港不同類型的事件，包括演唱會、話劇、展覽、節慶、親子活動等。
Timable 為一個原創詞，根據該網站的解釋，意思為“able to time”，根據慣常英語語法造字而省略了英文字母“e”，如 scalable、writable。Timable 代表著網站的宗旨：以時間為主軸，讓用戶只需輸入自己的空閒時段，便能搜尋到合適的活動。不過這個名字，常被誤會為“Timeable”或 “Timetable”。Timable 現時沒有中文名稱。
網站內容由活動籌辦者以Web 2.0形式上載、或由 Timable 編採人員發佈。截至2013年，網站合共收錄了超過23,000個事件。

## 重要日期與事件
- 2010年7月11日：官方Facebook專頁開通
- 2010年7月14日：Timable.com 正式開通
- 2010年9月：流動版網頁開通
- 2011年12月：成為數碼港受培育公司 [1][2]
- 2012年4月：Timable與雅虎香港合作，發佈“Timable on Yahoo!” [3][4]
- 2012年8月31日：推出iPhone手機應用程式
- 2013年10月13日：推出Android手機應用程式

## 獎項
- 2010年：獲發數碼港創意微型基金（CCMF）（页面存档备份，存于）
- 2011年：2011年度香港十大.hk網站中小企組優異獎
- 2013年4月8日：香港資訊及通訊科技獎2013 - 最佳流動應用程式（流動營銷）銀獎

## 傳媒報道
- 2011年3月3日：譚偉豪專欄 - 刊登於星島日報及hksilicon.com（页面存档备份，存于）
- 2012年1月29日：亞洲電視新聞訪問Timable共同創辦人（页面存档备份，存于）
- 2012年6月6日：壹傳媒交易通搵車快線訪問（页面存档备份，存于）
- 2012年10月22日：頭條日報訪問（页面存档备份，存于）
- 2013年3月25日：TVB周刊報道（页面存档备份，存于）
- 2013年8月5日：蘋果日報訪問（页面存档备份，存于）
- 2013年8月7日：經濟日報訪問（页面存档备份，存于）
- 2013年11月14日：頭條日報報道（页面存档备份，存于）
- 2013年12月27日：有線新聞訪問（页面存档备份，存于）

## 外部連結
- 主網站（页面存档备份，存于）
- 流動版網頁（页面存档备份，存于）
- iPhone手機應用程式（页面存档备份，存于）
- Android手機應用程式（页面存档备份，存于）
- 官方Facebook專頁（页面存档备份，存于）
- 官方Twitter專頁（页面存档备份，存于）
- Timable on Yahoo!